# Dříteň
Dříteň (něm. Zirnau) je obec v okrese České Budějovice v Jihočeském kraji, zhruba 12 km severozápadně od Hluboké nad Vltavou a 21 km od Českých Budějovic. Žije zde přibližně 1 700 obyvatel.

## Místní části
(údaje ze sčítání lidu, celkem 504 domů a 1294 obyvatel k 1. březnu 2001)
- Dříteň, k. ú. Dříteň, 13,01 km², 138 domů, 587 obyvatel
  - ZSJ Pazderna
- Chvalešovice; k. ú. Chvalešovice, 14,26 km², 70 domů, 153 obyvatel, od 1. července 1985, předtím část obce Temelín
- Libív; k. ú. Dříteň, 7 domů, 8 obyvatel, od 12. června 1960, předtím část obce Velice
- Malešice; k. ú. Chvalešovice, 55 domů, 109 obyvatel, od 1. července 1985, předtím část obce Temelín
  - ZSJ Bílá Hůrka; 9 domů, 4 obyvatelé
  - ZSJ Malešice; 46 domů, 105 obyvatel
- Radomilice; k. ú. Záblatí, 38 domů, 65 obyvatel, od 1. dubna 1976, předtím část obce Záblatí
- Strachovice; k. ú. Záblatí, 29 domů, 57 obyvatel, od 1. dubna 1976, předtím část obce Záblatí
- Velice; k. ú. Dříteň, 63 domů, 120 obyvatel, od 12. června 1960, předtím samostatná obec
- Záblatí; k. ú. Záblatí, 18,86 km², 55 domů, 115 obyvatel, od 1. dubna 1976, předtím samostatná obec
- Záblatíčko; k. ú. Záblatí, 43 domů, 80 obyvatel, od 1. dubna 1976, předtím část obce Záblatí

## Historie
První písemná zmínka o vsi pochází z roku 1432 (Janek, pacholek Mikulášóv z Dřietně vyručen z vězení z Budějovic). V 15. a 16. století byla Dříteň v majetku Malovců z Malovic, kteří sídlili na zdejší tvrzi a vlastnili řadu dalších vesnic v okolí (erbovní znamení Malovců, červeně uzděný zlatý půlkůň v modrém poli, je dnes součástí znaku obce). V roce 1598 Bohuslav Malovec přikoupil hrad Hluboká a přesídlil na něj. Po Bohuslavově smrti roku 1608 si jeho tři synové dědictví rozdělili, přičemž byla dříteňská část od Hluboké oddělena a připadla Václavu Malovcovi. Zanedlouho se tito tři bratři zúčastnili českého stavovského odboje, pročež jim byly statky roku 1622 konfiskovány a odevzdány císařskému generálovi Baltazaru Marradasovi coby úhrada žoldu. Od těch dob sdílela Dříteň osudy s hlubockým panstvím. V roce 1661 od Marradasova vnuka Bartoloměje koupil Hlubokou hrabě Jan Adolf ze Schwarzenbergu; dříteňskou vrchností pak Schwarzenbergové byli až do zániku feudalismu.
Od roku 1850 podnes je Dříteň samostatnou obcí.
V období od 14. června 1964 do 23. listopadu 1990 bylo do obce Dříteň začleněno Nákří.

## Pamětihodnosti
- Zámek Dříteň, obdélná patrová barokní budova s navazujícími hospodářskými stavbami sv. od středu obce. Původní malovecká tvrz, se ještě roku 1616 popisovala jako „starožitná, mnohými potřebami a pokoji k bytu pohodlná“, nedlouho poté však vyhořela a půl století zůstávala bez využití. Teprve v letech 1668 až 1774 byla pohořelá tvrz podle projektu Giacoma Antonia de Maggi rekonstruována na obydlí pro vrchnostenské úředníky. Byla vyhlášena kulturní památkou. Po rozsáhlé rekonstrukci se bývalý zámek stal sídlem místního obecního úřadu.[5]
- Kostel sv. Dismase z roku 1691, filiální k farnosti Bílá Hůrka – kulturní památka; kostel byl postavený podle projektu Giacoma Antonia de Maggi.[6]
- Socha sv. Jana Nepomuckého z roku 1751 – kulturní památka
- Kovárna z roku 1855, dnes využita jako hospoda

## Přírodní rezervace
V katastrálním území Záblatí je přírodní rezervace Radomilická mokřina.

## Sportovní zájmy
V obci je hodně známý fotbal, ale v poslední době se také mluví o hokejbalu. HBK byl založen v září roku 2009 Tomášem Fišerem a Ladislavem Čiperou. Ze začátku se hokejbalistům nedařilo a první sezona byla hodně špatná. Hráči se seznamovali s pravidly hry a také se hrou jako takovou. Tento rok se jim vydařil a postoupili do čtvrtfinále play-off.
Ve vsi se také nachází fotbalový klub TJ Dříteň. Zde můžeme najít A-mužstvo, dorost, starší žáky a mladší žáky. Tento klub má dobré herní zázemí, až na mladší žáky hrají všichni A. třídu.

## Osobnosti
- Jan Kostěnec (1834–1905), český malíř, ilustrátor a středoškolský pedagog, narozen v Bílé Hůrce
- Rudolf Dvořák (1860–1920), orientalista, narozen v Dřítni
- Ladislav Dvořák (1870–1933), prof. círk. dějin, ředitel vídeňského Frintanea, prelát v Českém Krumlově, prefekt malého semináře v Českých Budějovicích, narozen v Bílé Hůrce
- Emilian Soukup, vlastním jménem František Soukup (1886–1962), teolog, narozen v Malešicích

## Galerie

Dříteň
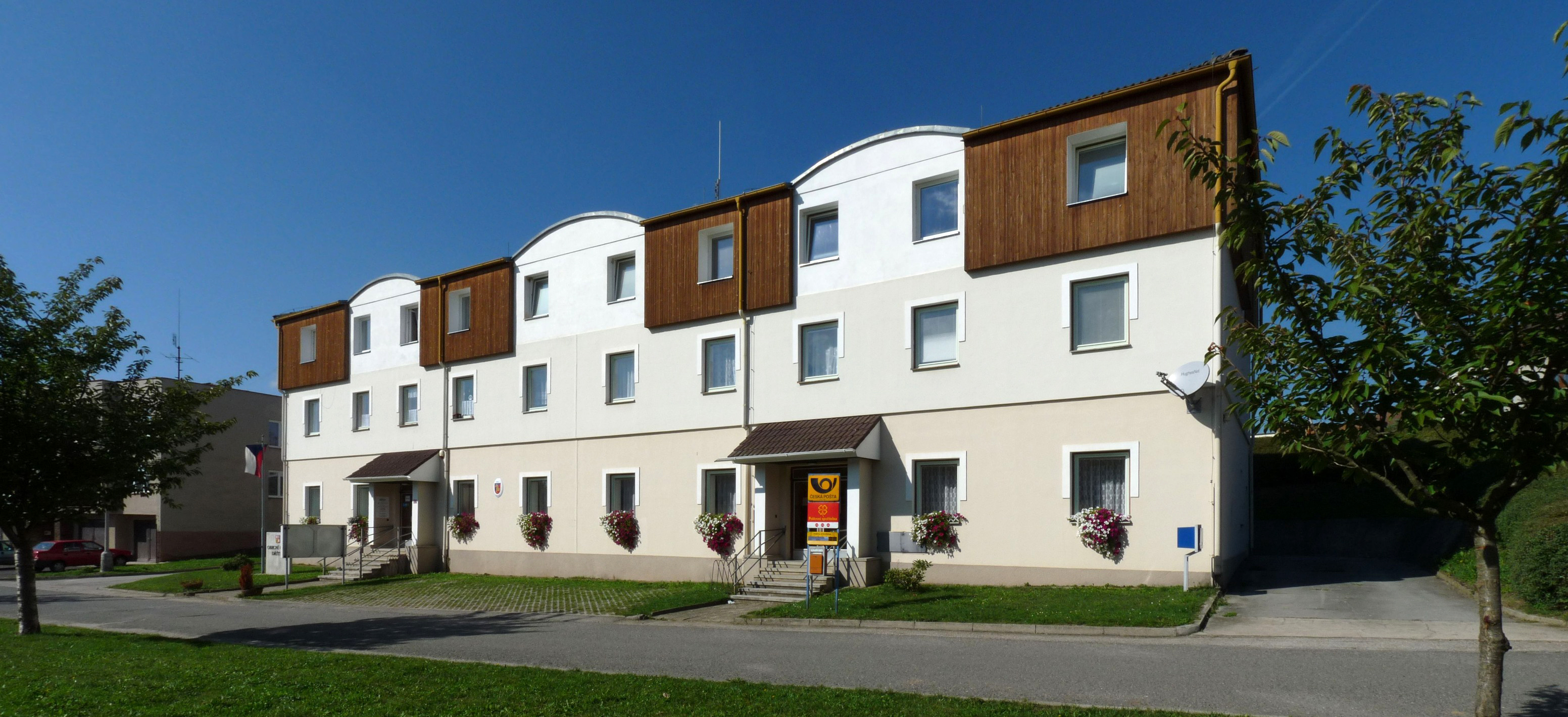
Obecní úřad a pošta
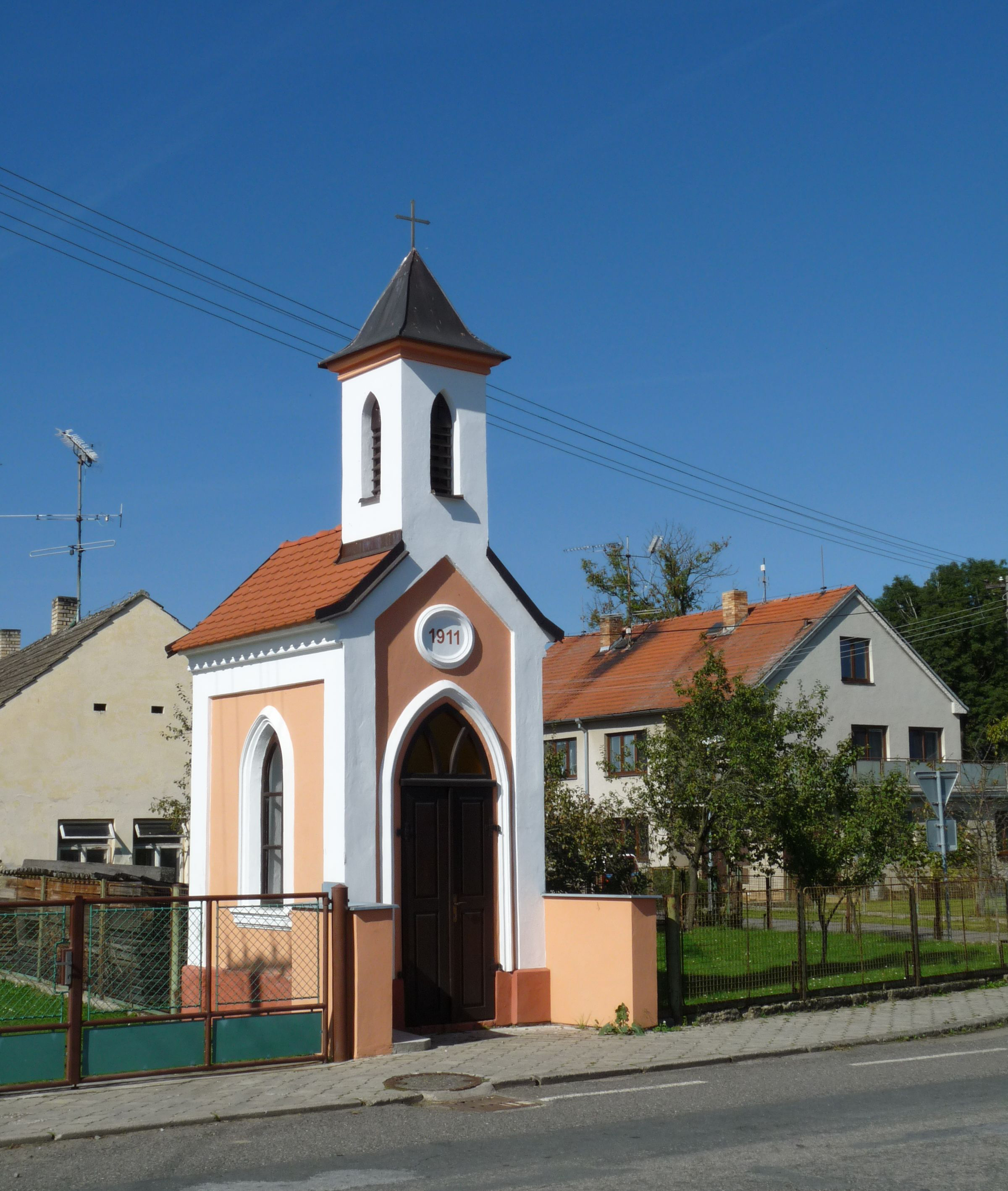
Kaple
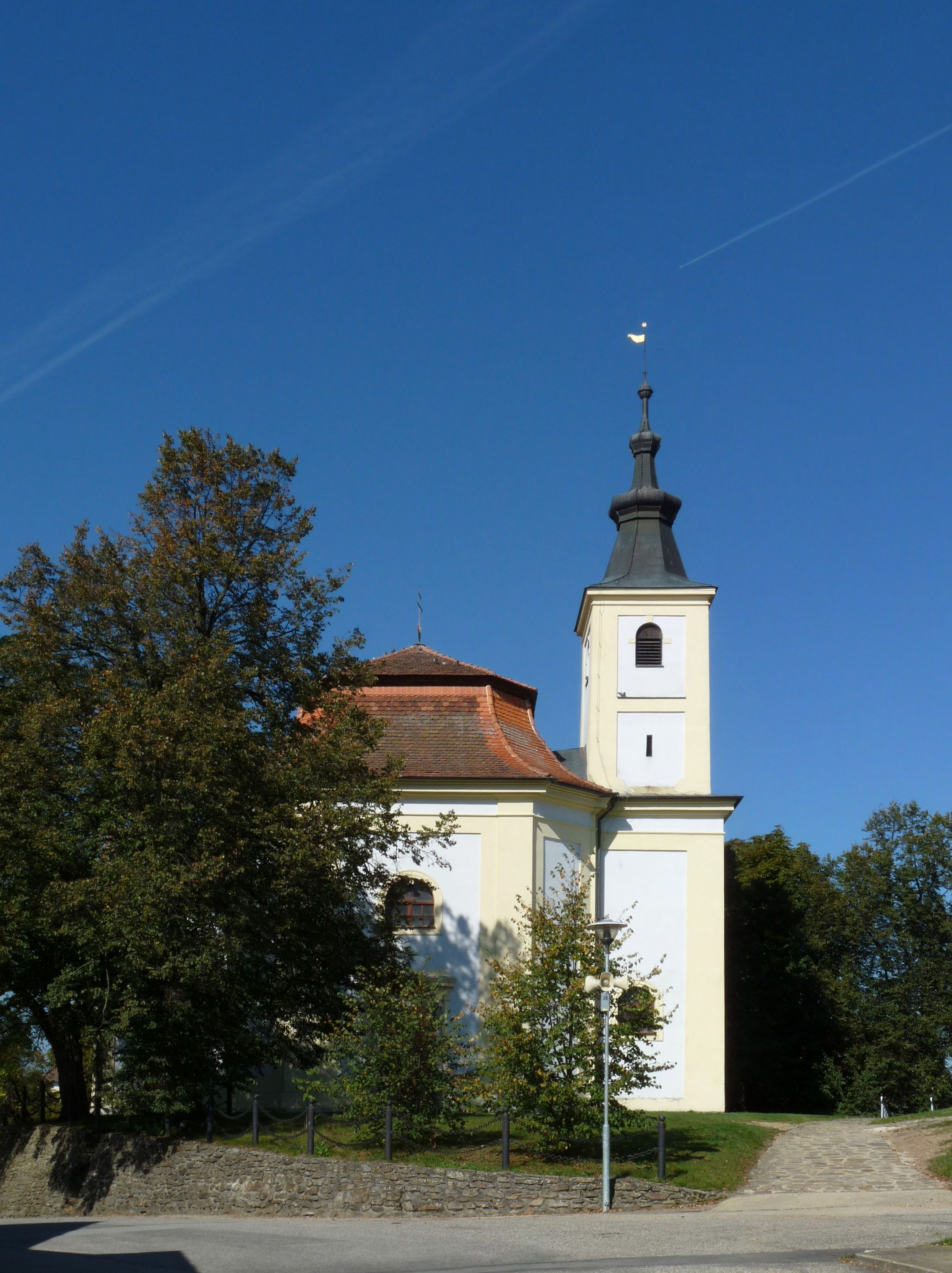
Kostel sv. Dismase
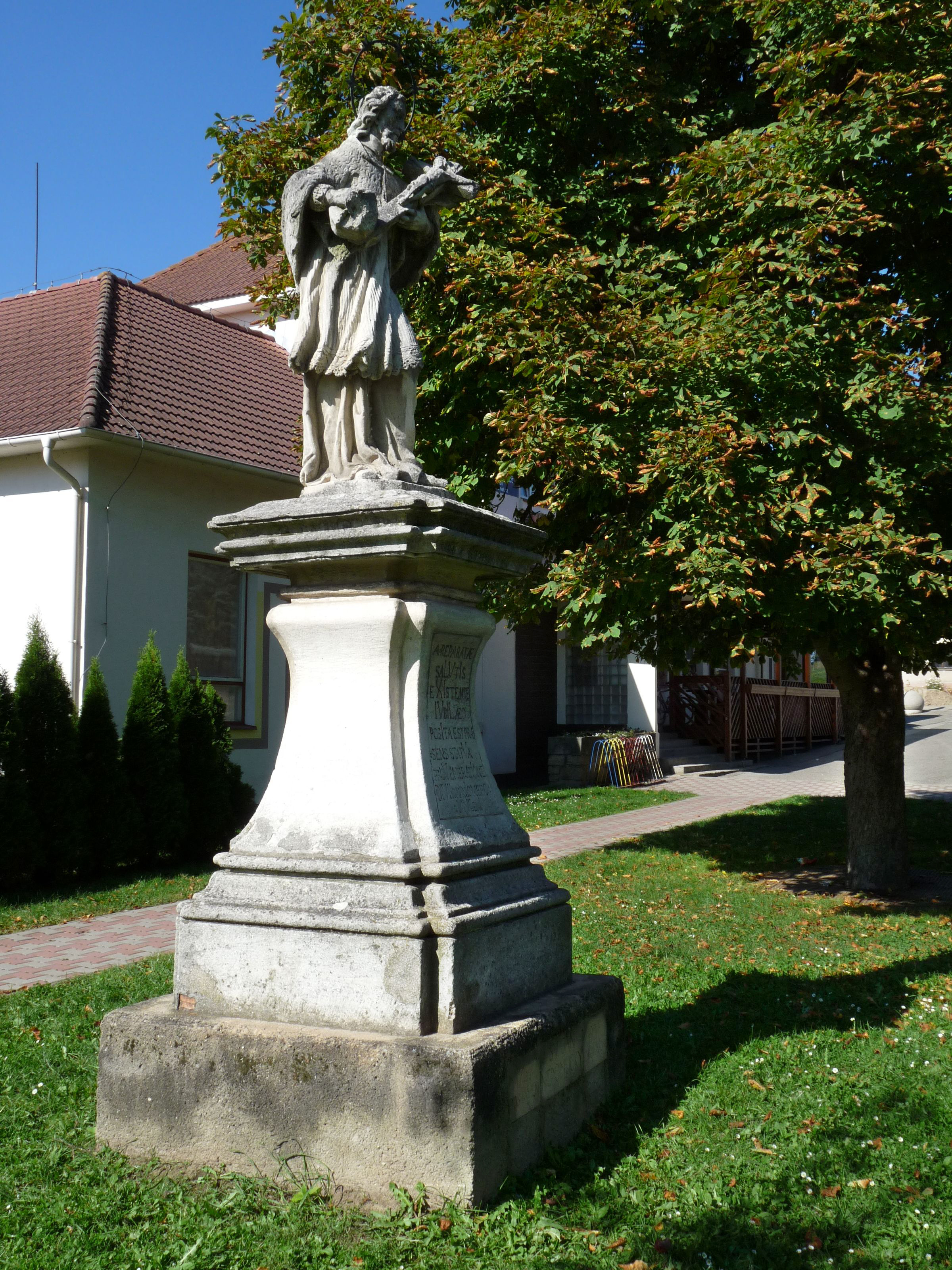
Socha sv. Jana Nepomuckého
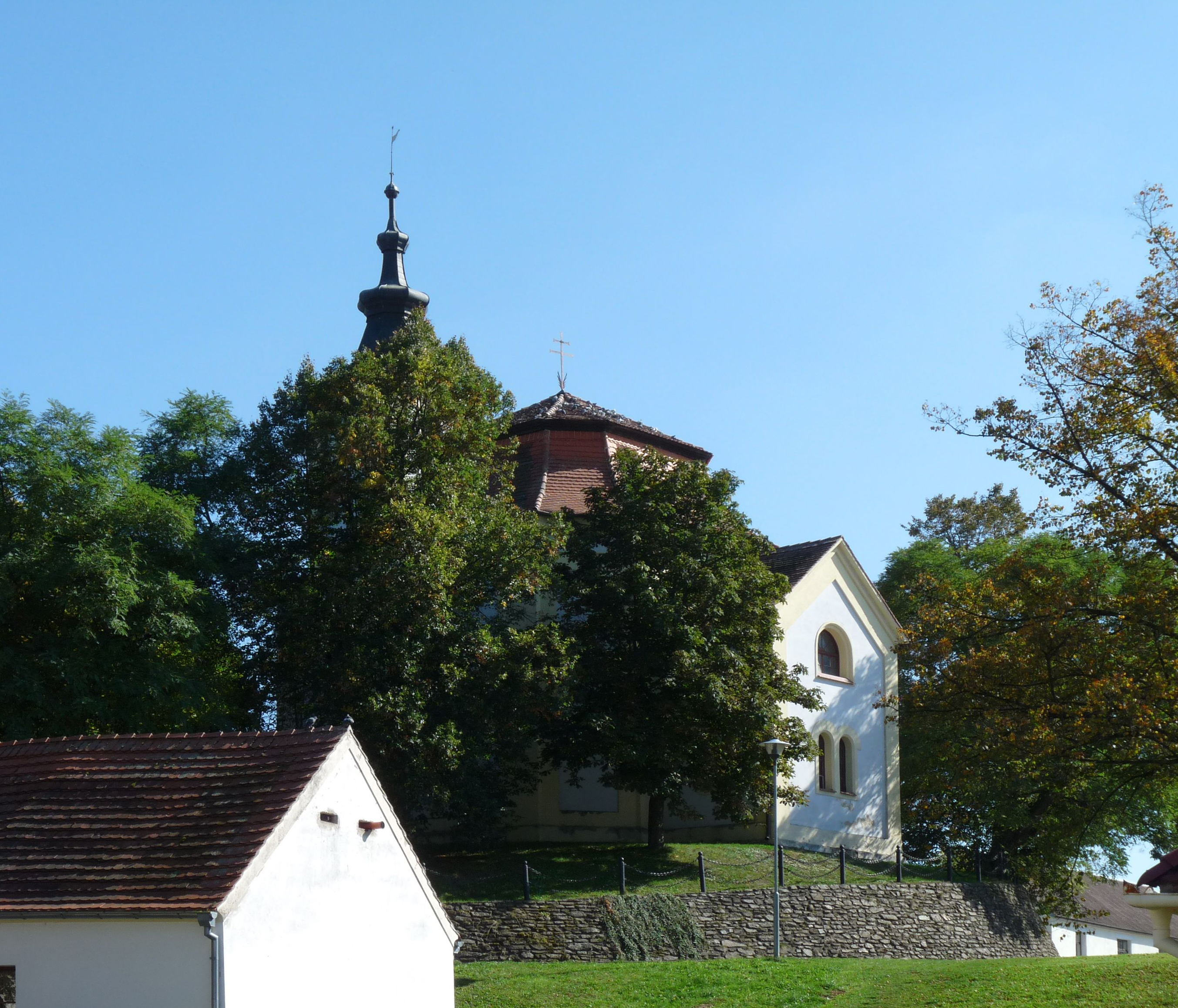
Věžička kostela
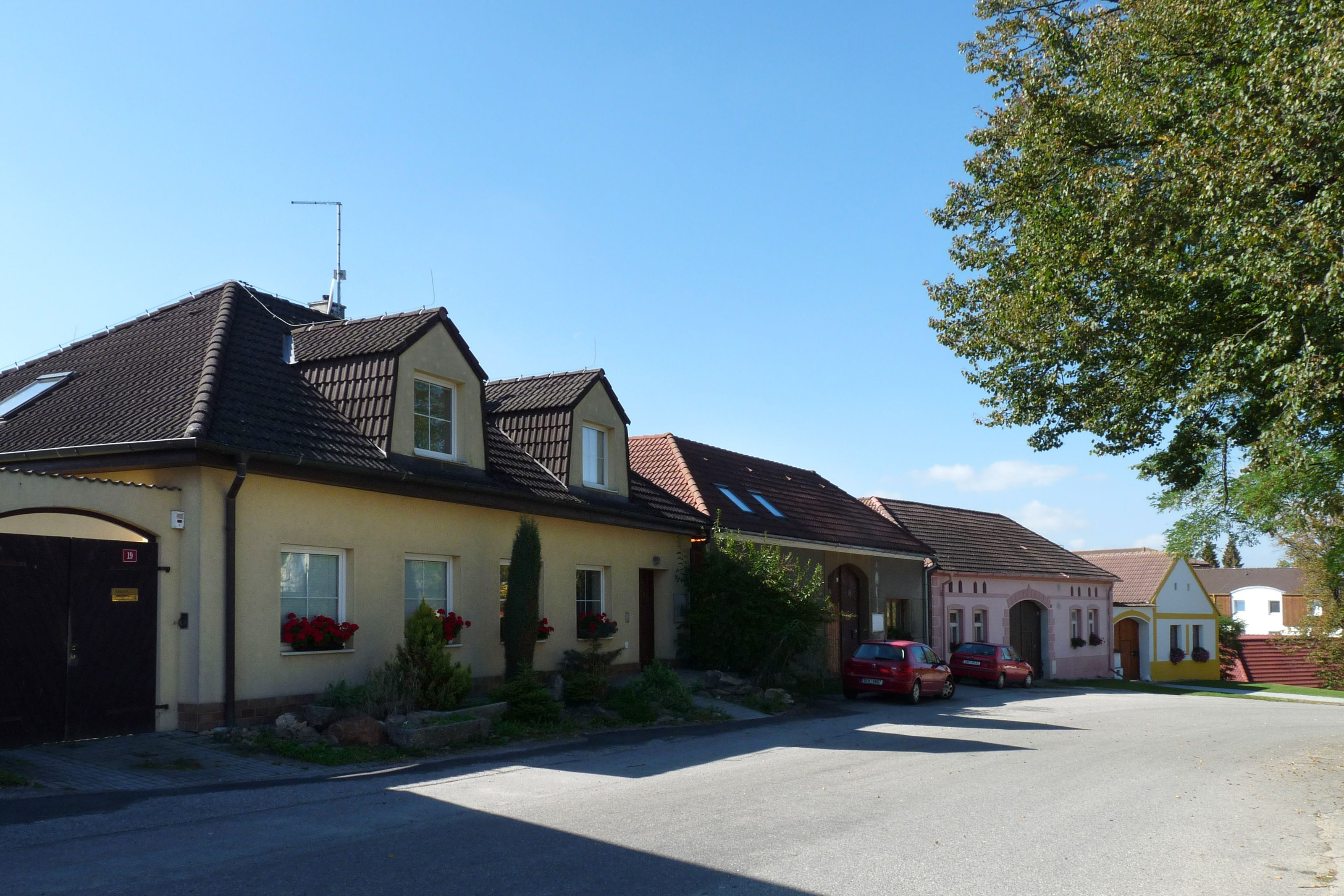
Domy u kostela
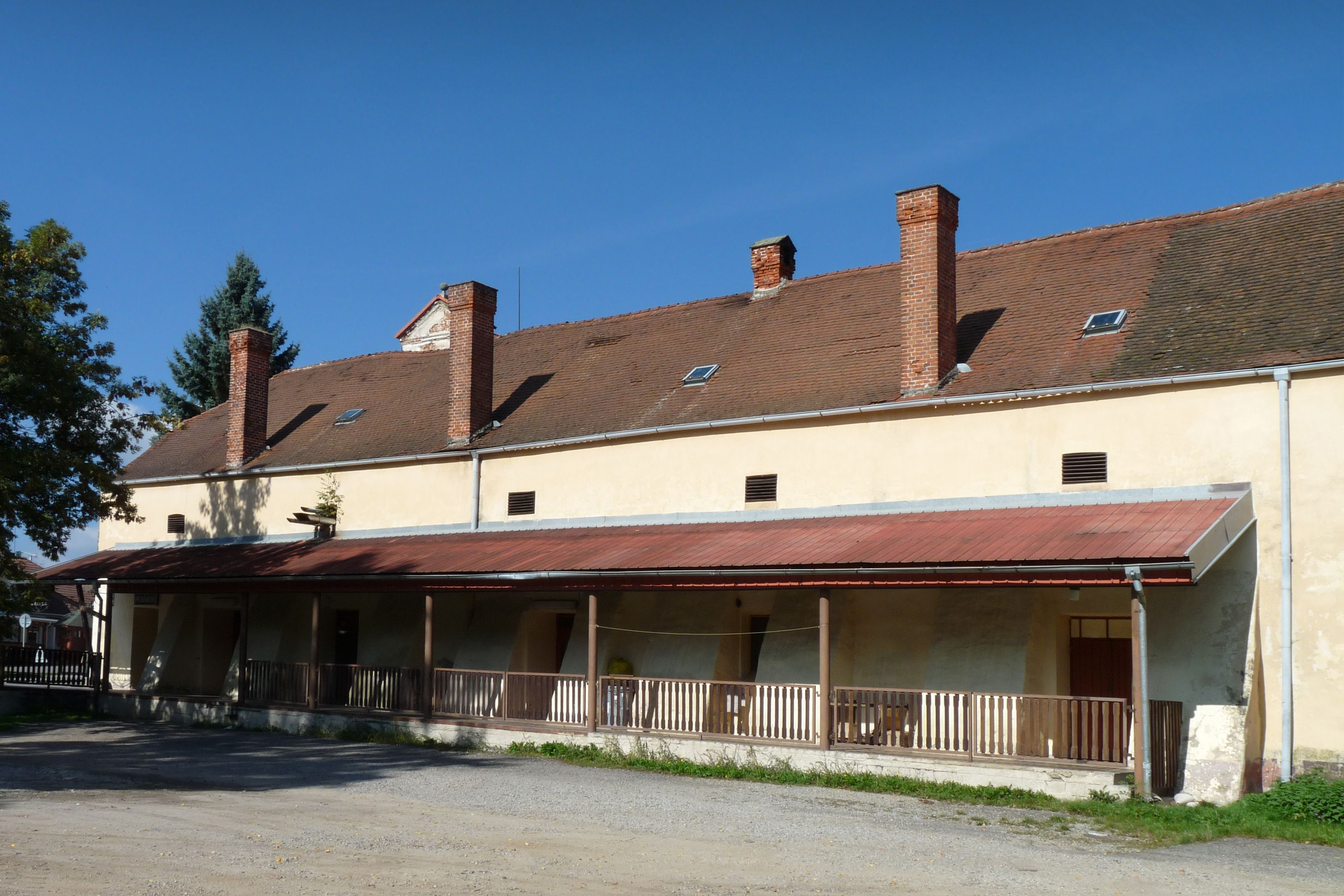
Zámek z druhé strany
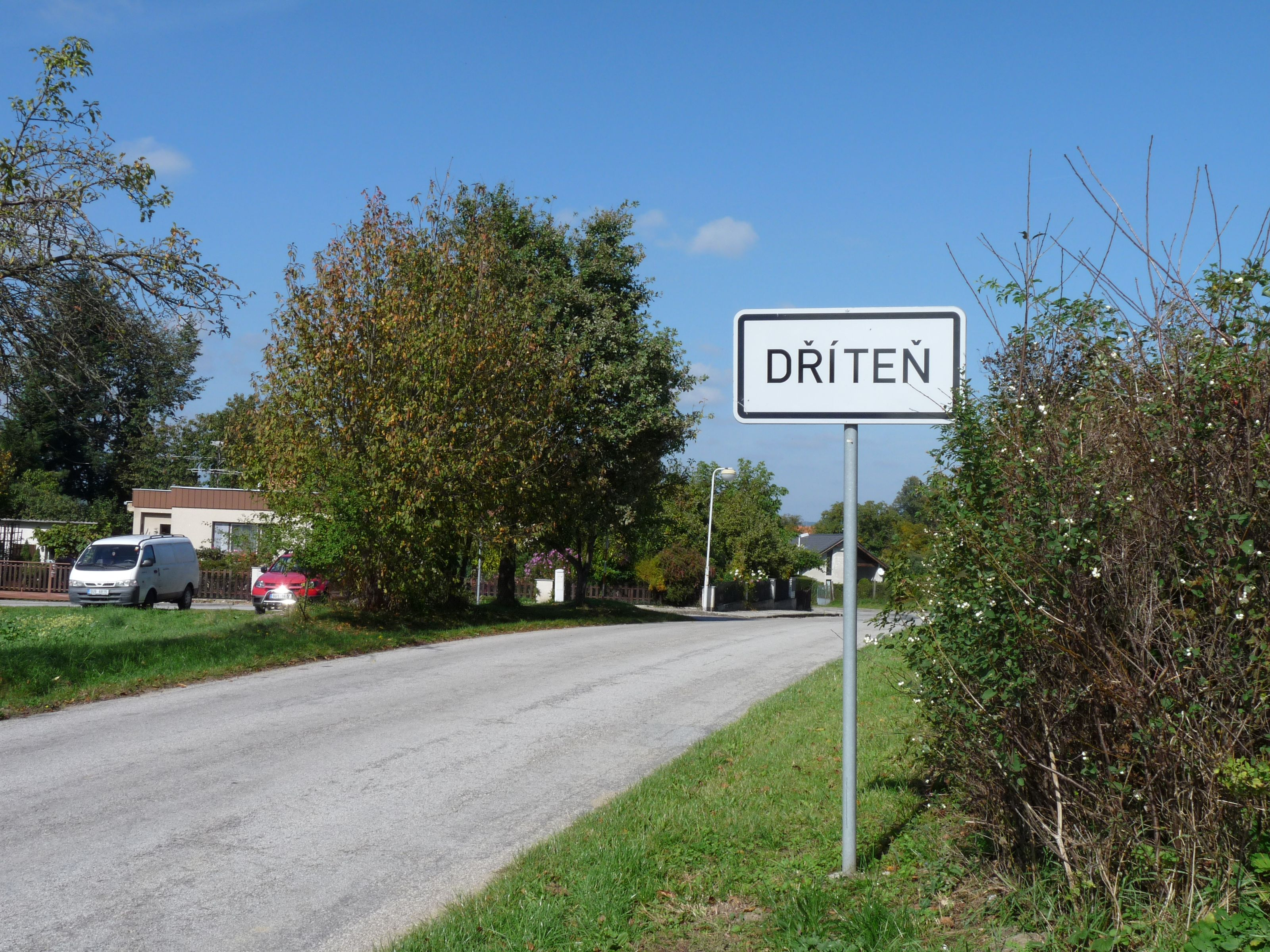
Začátek obce
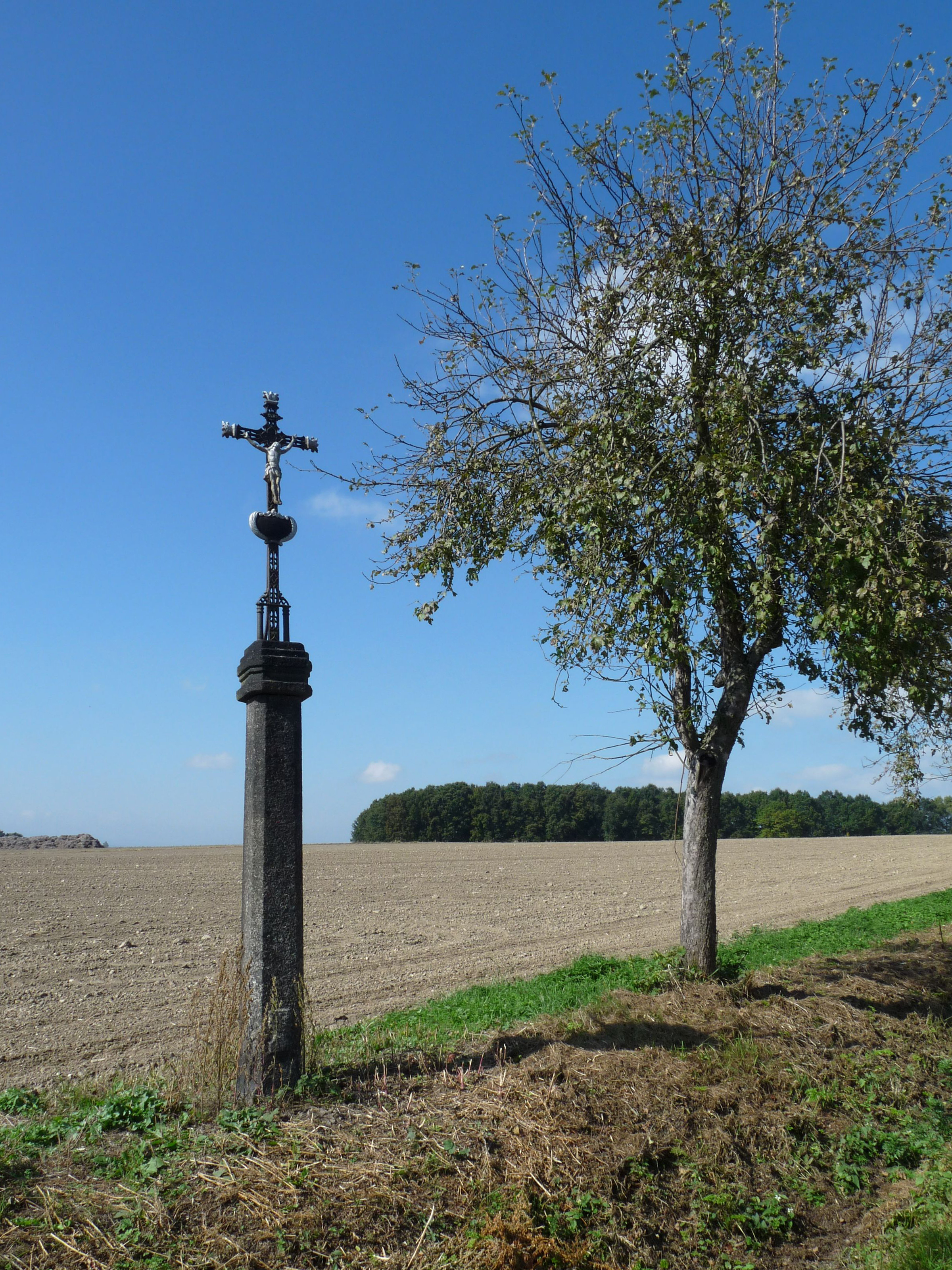
Křížek
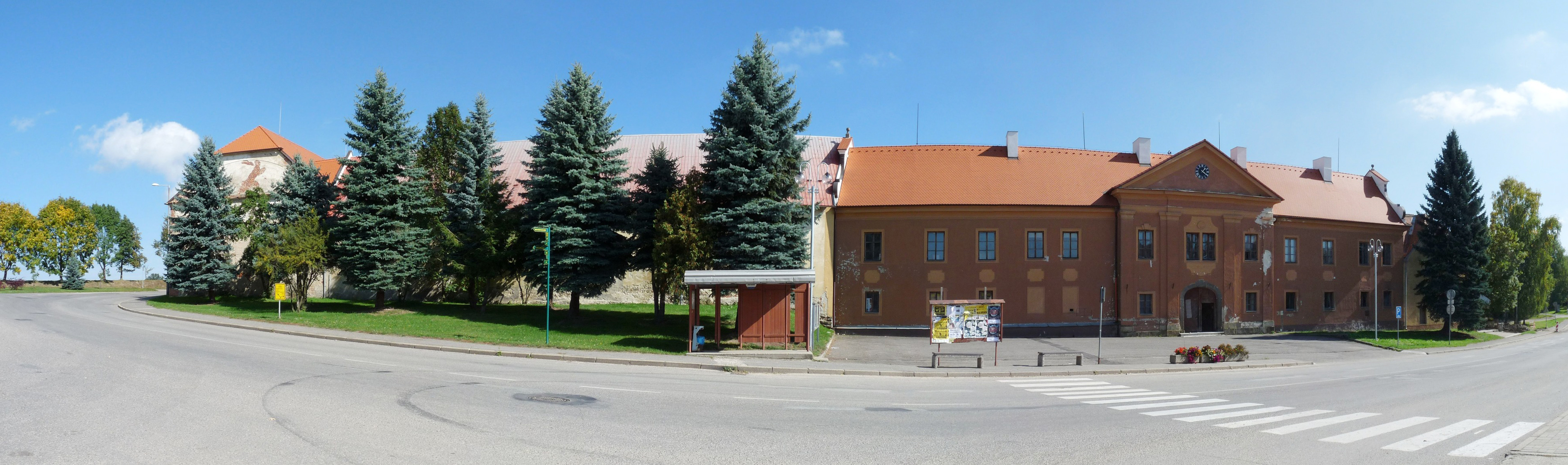
Zámek
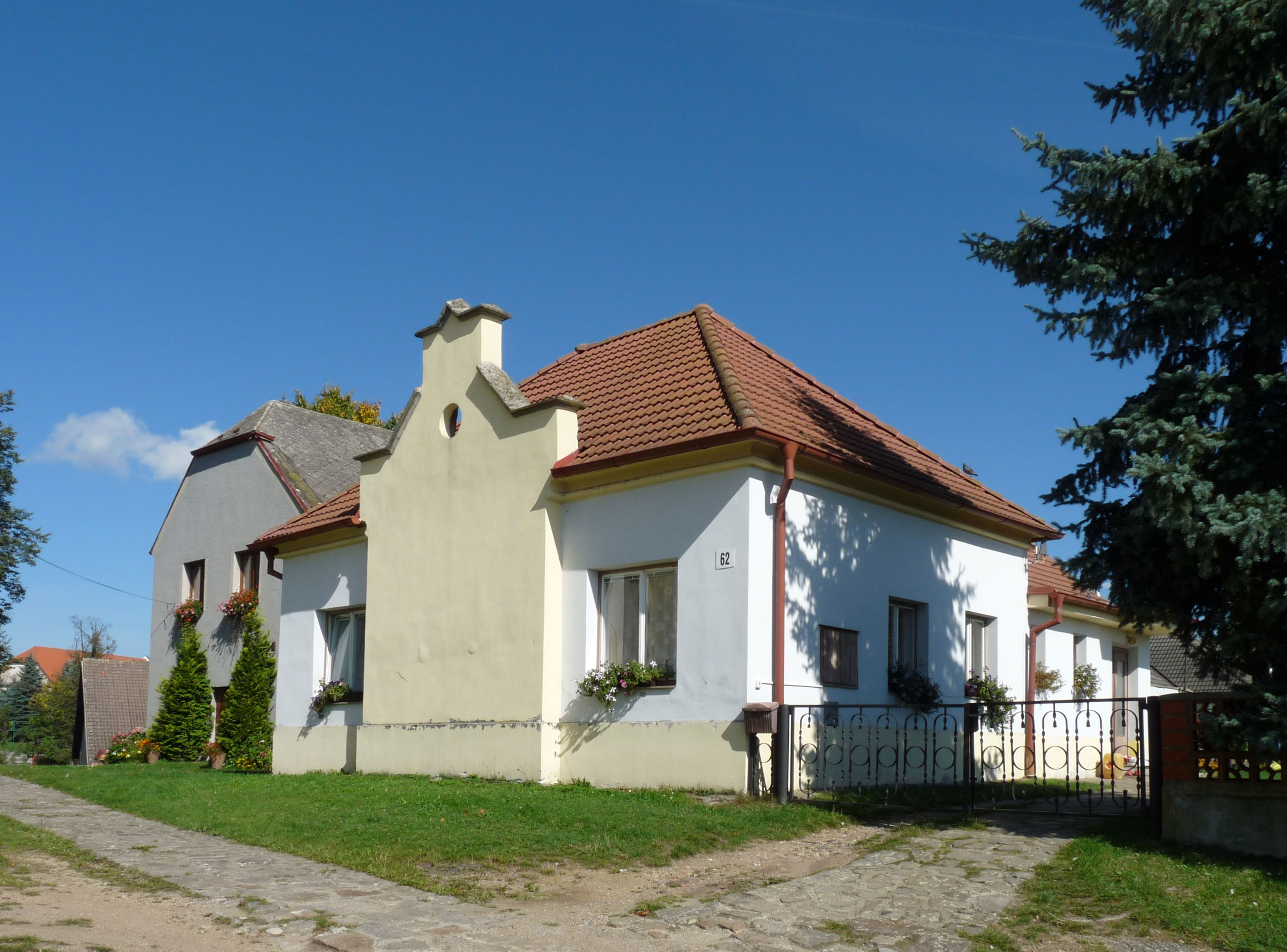
Stavení č.p.62